# すべて忘れてしまうから
『すべて忘れてしまうから』（すべてわすれてしまうから）は、燃え殻による日本のエッセイ。また、このエッセイを原作とするテレビドラマ。
『週刊SPA』（扶桑社）にて2018年9月11日号から2021年1月12日号まで掲載され、掲載中の2020年7月24日に扶桑社より単行本が刊行されたのち、2022年7月28日に新潮文庫版が発売された。
単行本の発売記念として、森義仁が監督を務め、俳優・岡山天音、山田愛奈、瑛蓮らが出演するPVが制作されている。
扶桑社より2021年3月23日に完結編となる『夢に迷って、タクシーを呼んだ』（ゆめにまよって、タクシーをよんだ）の単行本が刊行され、2024年1月29日に『小説新潮』2021年8月号（新潮社）に掲載された『巣ごもり読書日記』（すごもりどくしょにっき）を特典として収録し、『夢に迷ってタクシーを呼んだ』（ゆめにまよってタクシーをよんだ）に改題の上、新潮文庫版が発売された。

## 書誌情報
燃え殻 『すべて忘れてしまうから』 
- 単行本：2020年7月24日、扶桑社、ISBN 978-4-59-408560-5
- 文庫本：2022年7月28日、新潮文庫、ISBN 978-4-10-100352-8

燃え殻 『夢に迷って、タクシーを呼んだ』 
- 単行本：2021年3月23日、扶桑社、ISBN 978-4-59-408773-9
- 文庫本：【改題】『夢に迷ってタクシーを呼んだ』 2024年1月29日、新潮文庫、ISBN 978-4-10-100353-5

## 配信 / テレビドラマ
2022年9月14日よりDisney+にてドラマがディレクターズカット版として配信され、2023年10月14日（13日深夜）から12月16日（15日深夜）まで、テレビ東京系「ドラマ25」枠にて地上波でも放送された。主演は阿部寛。
ハロウィンの夜に突如失踪した恋人をめぐる、ミステリアスでビタースイートなラブストーリー。
全編16ミリフィルムで撮影されている。

### キャスト

#### 主要人物
M（エム）
演 - 阿部寛
本作の主人公。そこそこ売れっ子のミステリー作家。
F（エフ）
演 - 尾野真千子
Mの彼女。幼稚園の先生。ハロウィンの夜に突然失踪する。

#### Bar「灯台」
Mが行きつけのバー。
カオル
演 - Chara
オーナー。大学生になる息子がいる。
フクオ / 福生隆行（ふくお たかゆき）
演 - 宮藤官九郎
料理人。元インディーズバンドのドラマー。
ミト / 笹瀬しほ（ささせ しほ）
演 - 鳴海唯
アルバイト。水戸出身。夜間学部の大学生。
泉真一（いずみ しんいち）
演 - 青木柚
ある目的を抱えながらBar「灯台」に通う役者志望の青年。新潟出身。
谷（たに）
演 - 岩谷健司
常連客。定年退職を迎えるサラリーマン。実家がケーキ屋。
西（にし）
演 - 嶺豪一
常連客。近々結婚を控えている。
乾（いぬい）
演 - ぼくもとさきこ
常連客。テレビ業界の関係者。
薮（やぶ）
演 - ニクまろ
常連客。カクテルバーのオーナー。元新宿2丁目のゲイバーの雇われママ。

#### Mの関係者
澤田将司（さわだ まさし）
演 - 渡辺大知
Mの担当編集者。Mにエッセイの連載を依頼する。既婚女性と不倫中。野良猫のナベシマを飼う。
マンバ
演 - 見栄晴
Mの行きつけの喫茶「マーメイド」のオーナー。結婚歴5回のバツヨン。

#### Fの関係者
Fの姉
演 - 酒井美紀
祖母の遺産相続の件で血眼でFを探す。右目に眼帯をしている。
Fの祖母
演 - 草笛光子
Fの母方の祖母。遺産を全額Fに相続させる遺言書を残し他界する。

#### その他
謎の美女
演 - 大島優子
Fの失踪後、Mの前に現れる謎の美女。

#### ゲスト

##### 第1話
バイト男子
演 - 緒方りょう（第3話・第7話・最終話）
Bar「灯台」のアルバイトスタッフ。
露店の店主
演 - 廣井大輔（最終話）
Bar「灯台」へ向かう途中のMが綿あめを買う。
TENDRE
演 - TENDRE（GUEST ARTIST）
Bar「灯台」でピアノ伴奏し「DRAMA」を歌唱する。

##### 第2話
五十嵐（いがらし）
演 - 竹井亮介
Mの友人。十数年前、Mと同席する新宿のバーで「ごめん、ちょっと」とトイレに立ち、そのまま戻ってこなかった。
桃山（ももやま）
演 - 遠山俊也（第4話）
Fが勤務していた「平和台幼稚園」の園長。
三宅（みやけ）
演 - 田中俊介（第4話・最終話）
「平和台幼稚園」の先生。Fの元同僚。
駅前のカフェの店員
演 - 青木謙（最終話）
メキシコ料理を給仕する際、同席していた三宅は店を出て行ったとMに伝える。
三浦透子（みうら とうこ）
演 - 三浦透子（GUEST ARTIST）
Bar「灯台」で「おちつけ」を歌唱する。

##### 第3話
警察官
演 - 坂口辰平（最終話）
生活安全課の警察官。SNSで「あなたの関節を全部折ります」と脅迫されたMから相談を受ける。
阿笠美紗（あがさ みさ）
演 - 内田慈（最終話）
「オリエント総合探偵所」の探偵。マンバの元妻（四人目の妻）。
菊池亜希子（きくち あきこ）
演 - 菊池亜希子（本人役）
雑誌の編集長やエッセイも執筆する女優でモデル。トークイベントでのMの対談相手。
トークイベントの客
演 - 松本亮
無表情でMを見つめる大柄の男。
ヒグチアイ
演 - ヒグチアイ（GUEST ARTIST）
Bar「灯台」でピアノ伴奏し「しみ」を歌唱する。

##### 第4話
Mの同級生
演 - 大河内奈々子
中学のころ人気者だった女性でMを2人だけの同窓会に誘うが、マルチ商法のセミナー勧誘だった。
中山功太（なかやま こうた）
演 - 中山功太（本人役、最終話）
怪談師。怪談バーで怪談を語る。
ミツメ
演 -ミツメ（GUEST ARTIST）
Bar「灯台」でバンド演奏し「メビウス」を歌唱する。

##### 第5話
看護師
演 - 常松恵子
年末に体調を崩したMが受診した病院の看護師。
医師
演 - 諏訪太朗
Mをインフルエンザと診断する。
瀬川瑛子（せがわ えいこ）
演 - 瀬川瑛子（本人役）
Bar「灯台」で年越しそばを食べる常連客たちが視聴する歌番組で「命くれない」を歌唱する。
八代亜紀（やしろ あき）
演 - 八代亜紀（本人役）
自宅で年越しそばを食べるMが視聴する歌番組の出演歌手。
観覧客
演 - 浜口京子
年末の歌番組を中継会場で観覧する振袖姿の女性。
的屋
演 - 宮崎敏行
フクオと泉が立ち寄ったベビーカステラの露店の店主。
paionia
演 - paionia（GUEST ARTIST）
3人組バンド。年末の歌番組に初出場し、白組で「わすれもの」を演奏する。

##### 第6話
ディレクター
演 - 池田鉄洋
テレビ局のディレクター。テレビ制作会社時代のMが提出した請求書を値切る。
制作スタッフ
演 - 松本銀二、関本巧文
テレビ局の会議室で正座をしているところをディレクターに顔を殴られる。
司会者
演 - 小沢一敬
Mが出演したテレビ番組の男性司会者。
司会者
演 - 浅野夏実（第5話）
Mが出演したテレビ番組の女性司会者。
プロデューサー
演 - 阿部翔平
Mが出演したテレビ番組のプロデューサー。
社長
演 - 渡辺いっけい（最終話）
Mが作家になる前に美術スタッフをしていたテレビ制作会社の社長。
テレビ制作会社の社員
演 - 三浦健人（最終話）
Mが退職後に入社した面識のない若手社員。
テレビ制作会社の社員
演 - 宮部純子（最終話）
Mと面識がある古参の女性社員。
映画館のスタッフ
演 - 岨手由貴子（カメオ出演）
Mが古いモノクロ映画を鑑賞した映画館の売店スタッフ。
映画館の客
演 - 大江崇允（カメオ出演）
映画館の掲示物をMを遮り熱心に見入る。
映画館の客
演 - 沖田修一（カメオ出演）
映画館で映画のチラシを物色する。
Fの姉の友人たち
演 - 山本美紀（最終話）、大矢敦子（最終話）、山本裕子、兵藤公美（最終話）
Fの姉がBar「灯台」に連れてきた友人たち。
ラーメン屋の店主
演 - 松浦祐也（最終話）
フクオと泉が食事に行ったラーメン屋の店主。
七尾旅人（ななお たびと）
演 - 七尾旅人（GUEST ARTIST）
Bar「灯台」でガットギターを演奏し「ドンセイグッバイ」を歌唱する。
大比良瑞希（おおひら みずき）
演 - 大比良瑞希
七尾と「ドンセイグッバイ」をデュエットする女性シンガー。

##### 第7話
男性
演 - 中崎敏
Fが宿泊するリゾートホテルの宿泊客。
インストラクター
演 - 斎藤静香（最終話）
Fが通うテニススクールのインストラクター。
ラウンジ給仕係
演 - 三日尻健太郎（第8話）
FとFの姉が祖母と待ち合わせしたホテルのラウンジ給仕係。
給仕係
演 - 村中龍人
Fが宿泊するリゾートホテルの給仕係。
Fの母
演 - 瀬口美乃（写真出演）
20歳の時に家出してFの祖母とは絶縁しており、26年前に36歳で事故死している。
ROTH BART BARON
演 - ROTH BART BARON（GUEST ARTIST）
Bar「灯台」でミトひとりを相手にバンド演奏し、「糸の惑星」を歌唱する。

##### 第8話
マジシャン
演 - 嶋田久作（第9話）
浅草の演芸場のマジシャン。観客のMを指名し壇上でマジックに参加させる。
Mの妹
演 - 福田温子（最終話）
夫のいとこの結婚式に家族で出席するため上京し、Mと焼肉屋で会食する。
Mの義弟
演 - 関口あきら（最終話）
Mの妹の夫。
Mの姪
演 - 三宅希空
Mの妹夫婦の娘。家族で伯父のMとの焼肉より渋谷のスタバに行きたかったとぼやく。
Mの甥
演 - 増田怜雄
Mの妹夫婦の息子。焼肉のたれにニンニクをたくさん入れ母親に注意される。
モニオ
演 - 足立英（最終話）
書評TikToker。TikTokでMの新作小説を紹介する。
ウーバー配達員
演 - イワタキユウヤ
Fの住むマンションに弁当を配達する。
演芸場の客
演 - 竹原良治
マジシャンが客へマジックへの参加を呼びかけると同時に席を立つ老人。
演芸場の客
演 - 小篠一成（第9話）
客席で眠りこける老人。
No Buses
演 - No Buses（GUEST ARTIST）
Bar「灯台」でバンド演奏し、「I'm With You」を歌唱する。

##### 第9話
女性
演 - 尾島実和
能登の「イカの駅つくモール」に旅行で訪れたMとFをスマホで記念撮影してくれる。
女性
演 - 橘里佳
「イカの駅つくモール」でMがテレビに出演する有名作家と気づき、声をかける。
アナウンサー
演 - 川合千里
「無戸籍問題」に関するニュースを読み上げる。
奇妙礼太郎
演 - 奇妙礼太郎（GUEST ARTIST）
Bar「灯台」でギターを演奏し「竜の落とし子」を歌唱する。

##### 最終話
大崎一紀
演 - 政岡泰志
テレビ局のプロデューサー。AD時代、テレビ制作会社時代のMと苦楽を共にした友人。長い闘病の末亡くなる。
若林
演 - 渡辺碧斗
Mの新たな担当編集者。退社する澤田の後任。
編集者
演 - 真千せとか、宮田佳典
出版社「桜柊社」の編集者。単行本になるMのエッセイ集のタイトルについて打ち合わせする。
清掃員
演 - 五頭岳夫
Mが仕事場に使うビジネスホテルの清掃員。
語学学校の学生
演 - 李そじん
韓国に留学したミトが通う韓国語学校の生徒。
ヒガシ
演 - 羽鳥早紀
西と結婚予定の女性。

### スタッフ
- 原作 - 燃え殻『すべて忘れてしまうから』（扶桑社刊/新潮文庫刊）
- 監督・脚本 - 岨手由貴子、沖田修一、大江崇允[1]
- 脚本協力 - 日月舎
- 音楽 - TENDRE[1]
- エンディングテーマ：
  - TENDRE「DRAMA」（ユニバーサルミュージック）[1]（第1話）
  - 三浦透子「おちつけ」（EMI Records）[1]（第2話）
  - ヒグチアイ「しみ」（ポニーキャニオン）[1]（第3話）
  - ミツメ「メビウス」（mitsume）[1]（第4話）
  - paionia「わすれもの」（gsp）[1]（第5話）
  - 七尾旅人「ドンセイグッバイ」（SPACE SHOWER MUSIC）[1]（第6話）
  - ROTH BART BARON「糸の惑星」（SPACE SHOWER MUSIC / BEAR BASE）[1]（第7話）
  - No Buses「I'm With You」（S.S.G.G.）[1]（第8話）
  - 奇妙礼太郎「竜の落とし子」（Victor Entertainment）[1]（第9話）
  - Chara「Junior Sweet（JEWEL ver.）」（Ki/oon Music）[1]（最終話）
- 取材協力 - 扶桑社、東京創元社、長沢樹
- 現像・スキャン - IMAGICAエンタテインメントメディアサービス
- ポスプロ - 東宝スタジオ
- チーフプロデューサー：阿部真士[1]
- プロデューサー：山本晃久（ウォルト・ディズニー・ジャパン）、涌田秀幸（C＆I エンタテインメント）[1]
- 企画協力 - ウォルト・ディズニー・ジャパン[1]
- 制作プロダクション - C&Iエンタテインメント[1]
- 製作著作 - テレビ東京

### 配信 / 放送日程
| 各話   | 配信日         | 放送日         | サブタイトル                            | 脚本                | 監督       |
| ------ | -------------- | -------------- | --------------------------------------- | ------------------- | ---------- |
| 第1話  | 2022年09月14日 | 2023年10月14日 | まさかとは思うけど、殺してないですよね? | 岨手由貴子          | 岨手由貴子 |
| 第2話  | 09月21日       | 10月21日       | 友達いないんですか?                     | 岨手由貴子          | 岨手由貴子 |
| 第3話  | 09月28日       | 10月28日       | あなたの関節を全部折ります              | 岨手由貴子          | 岨手由貴子 |
| 第4話  | 10月05日       | 11月04日       | 一緒に行きたいところがあるの            | 岨手由貴子 大江崇允 | 大江崇允   |
| 第5話  | 10月12日       | 11月11日       | 一年でいちばん楽しい日                  | 岨手由貴子 沖田修一 | 沖田修一   |
| 第6話  | 10月19日       | 11月18日       | 変わっていくんですよ、全部              | 岨手由貴子 沖田修一 | 沖田修一   |
| 第7話  | 10月26日       | 11月25日       | それで、貴女たちはいま、幸せ?           | 岨手由貴子          | 岨手由貴子 |
| 第8話  | 11月02日       | 12月02日       | その嘘には値打ちがあるよ                | 岨手由貴子          | 岨手由貴子 |
| 第9話  | 11月09日       | 12月09日       | すごく遠くに来た気がする                | 岨手由貴子          | 岨手由貴子 |
| 最終話 | 11月16日       | 12月16日       | ずっと友達でいてね                      | 岨手由貴子          | 岨手由貴子 |

### 放送局
| 放送期間                      | 放送時間                     | 放送局         | 対象地域       | 備考   |
| ----------------------------- | ---------------------------- | -------------- | -------------- | ------ |
| 2023年10月14日 - 12月16日     | 土曜 0:52 - 1:23（金曜深夜） | テレビ東京     | 関東広域圏     | 製作局 |
|                               |                              | テレビ大阪     | 大阪府         |        |
|                               |                              | テレビ愛知     | 愛知県         |        |
|                               |                              | テレビ北海道   | 北海道         |        |
|                               |                              | テレビせとうち | 岡山県・香川県 |        |
|                               |                              | TVQ九州放送    | 福岡県         |        |
| 2023年11月1日 - 2024年1月11日 | 木曜 0:00 - 0:30（水曜深夜） | テレビ和歌山   | 和歌山県       |        |

| テレビ東京系 ドラマ25                      | テレビ東京系 ドラマ25                                | テレビ東京系 ドラマ25               |
| 前番組                                     | 番組名                                               | 次番組                              |
| ------------------------------------------ | ---------------------------------------------------- | ----------------------------------- |
| こむぎの満腹記 （2023年9月30日 - 10月7日） | すべて忘れてしまうから （2023年10月14日 - 12月16日） | ハコビヤ （2024年1月13日 - 3月2日） |

## 漫画
2022年10月3日より2023年4月17日まで、雨夜幽歩によるコミカライズ版が『アフタヌーン』（講談社）編集部が運営するWeb漫画サイト「&Sofa」で連載され、Web漫画配信サイト「コミックDAYS」にて配信された。2023年9月22日には単行本の第1巻が発売された。
- 雨夜幽歩（漫画）・燃え殻（原作） 『すべて忘れてしまうから』講談社〈アフタヌーンKC〉、全1巻
  1. 2023年9月22日発売、ISBN 978-4-06-532953-5